# Basiliek van Santa Maria Maggiore (Ispica)
De Basiliek van Santa Maria Maggiore is de hoofdkerk in Ispica, een gemeente in de provincie Ragusa, Sicilië. Ze staat op de Piazza Santa Maria Maggiore. Het is een basilica minor en toegewijd aan Maria.
Ze staat op de plaats waar tevoren de Santa Maria della Cavakerk stond; deze was op een grot gebouwd en is met de zware aardbeving van 1693 ingestort. De oude naam van de gemeente Ispica is Spaccaforno of in het Siciliaans Spaccafurnu.

## Historiek
Na de aardbeving (1693) werd uit het puin een intact beeld gehaald van Christus aan de martelzuil. Rond dit beeld werd onmiddellijk een kapel gebouwd en startte de bouw van de Santa Maria Maggiore. Van 1700 tot 1725 werd aan de laatbarokke kerk gebouwd. De hoofdarchitect was Rosario Gagliardi. De inwijding van de Santa Maria Maggiorebasiliek vond plaats in 1725.
In 1727 beefde de aarde opnieuw in Ispica. De koepel en de rest van het dakgebinte stortten in. De rechter zijvleugel was onbruikbaar geworden. Architect-ingenieur Vincenzo Sinatra uit Noto werd aangesteld voor de herstelwerken. De bouw duurde van 1727 tot 1761. Carlo Di Gregorio was de meester-steenhouwer die het plein voor de basiliek aanlegde. Dit plein verfraaide Sinatra met een semi-ovale zuilengalerij. Pilaren en vazen versieren de zuilengalerij. Binnen deden de broers Giuseppe en Giovanni Gianforma het stukwerk zodat de inwijding kon plaats vinden in 1763. Giuseppe Antonio de Requisenz, aartsbisschop van Syracuse deed de inwijding.
Vervolgens werkte Olivio Sozzi (1690-1765) de fresco’s af vanaf 1765; Sozzi  kreeg hulp van zijn zoon Francesco Sozzi (1732-1795) en schoonzoon Vito D’Anna (1718-1769). Het was een familie van Siciliaanse barok- en rococostijl kunstschilders. Vader Olivio Sozzi stierf in Ispica ten gevolge van oedeem. Zijn gemummificeerd lichaam ligt begraven in de sacristie. In deze periode verrees ook de klokkentoren. 
In de 19e eeuw was de voorgevel geërodeerd omdat de kalksteen te zacht bleek te zijn. Vandaar werd een nieuwe voorgevel geplaatst in de jaren 1872-1878 in neoclassicistische stijl.
De openingen in de zuilengalerij werden aanvankelijk gebruikt als begraafplaats voor minder gegoede burgers. Vanaf 1900 kregen deze plaatsen een handelsfunctie. Op de jaarmarkt van Santa Rosalia zijn alle nissen ingenomen door handelaars.
In 1908 erkende het koninkrijk Italië de Santa Maria Maggiorebasiliek als nationaal erfgoed.
In de loop van de 20e eeuw kreeg de klokkentoren een koepelconstructie. In 1934 veranderde de naam van de stad Spaccaforna in Ispica.

## Beschrijving
De stijl is laatbarok, zoals talrijke kerkgebouwen die opgetrokken zijn op Sicilië na de aardbeving van 1693. Dit wordt ook ‘Siciliaanse barok’ genoemd. 
De zuilengalerij of loggia staat in een semi-ovale vorm voor de ingangspoort. De stijl van de Loggia is afgekeken van het Sint-Pietersplein in Rome waar er twee semi-ovale zuilengalerijen staan van grotere dimensies. De Loggia wordt naar zijn architect vernoemd ‘Loggia del Sinatra’.
De 19e-eeuwse voorgevel van de basiliek is versierd met Korinthische kapitelen en op elk uiteinde staat een heiligenbeeld: Santa Rosalia rechts en San Gregorio links.
De 18e-eeuwse structuur is een Latijns kruis met drie beuken in het schip opgedeeld door zuilen. De belangrijkste fresco’s staan in deze drie beuken, respectievelijk de Triomf van het geloof, de Triomf van het kruis en de Triomf van het Eucharistisch offer. 
Het beeld van de gegeselde Christus aan de zuil wordt er vereerd, in het bijzonder tijdens de Goede Week. Dit beeld staat aan de linker helft van het transept. 
Verder bevat de basiliek aan het hoofdaltaar een schilderij van Vito D’Anna dat voorstelt: Madonna met kind naast de heiligen Gregorius, Girolamo, Lucia en Rosalia.

## Trivia
- Volgens een stadslegende stierf de schilder Olivio Sozzi toen hij aan de fresco over Maria’s Tenhemelopneming bezig was. Terwijl Sozzi van de stelling afviel, zou hij met zijn penseel een donkere veeg getrokken hebben aan het hoofd van een duivel, op de plek waar de aartsengel deze neerstak met zijn zwaard.[3]
- Het plein met de Loggia del Sinatra en de basiliek zijn het decor in enkele films geweest: Il viaggio (1974) van Vittorio de Sica; Perduto amor (2002) van Franco Battiato; Il Commissario Montalbano (2008) van Alberto Sironi.